# 늑대와 향신료
《늑대와 향신료》(狼と香辛料 오카미토 고신료[*])는 일본의 작가 하세쿠라 이스나가 쓰고, 아야쿠라 쥬우가 삽화를 담당한 라이트 노벨이다. 전격 문고에서 연재를 했다. 대한민국에서는 학산문화사의 익스트림 노벨로 발매되고 있다.

## 개요
2005년에 개최된 제12회 전격 소설 대상의 은상 수상작품으로 하세쿠라 이스나의 데뷔작이다. 판타지에 주로 등장하는 검이나 마법이 나오지 않고, 중세 유럽풍의 세계를 배경으로 경제 활동에 중점을 두고있는 이색적인 작품으로, 작가가 치밀한 사전조사를 통해 가상의 세계이지만 중세 중기의 유럽을 상당히 잘 묘사했다는 평가가 많다.
다카라지마 사(宝島社)의 이 라이트 노벨이 대단해! 2007에서 2006년도 발매 작품 중 1위를 차지했고, 여성 캐릭터 부문에서도 히로인인 호로가 1위를 획득하면서 인기 작품이 되었다. 시리즈 누계 발행 부수는 410만부를 넘었다.
미디어 믹스도 시행되고 있다. 〈전격마왕〉2007년 11월호부터 코우메 케이토가 만화판의 연재를 시작했으며 2008년 1월 8일에 IMAGIN에서 제작한 애니메이션이 3월 2일까지 총 13화로 방영되었다. 2009년 7월 8일부터 브레인즈 베이스에서 제작한 애니메이션 2기가 방영했었다.

## 줄거리
짐마차로 물건을 실어 나르며 장사를 하는 행상인 크래프트 로렌스는 한창 수확제 중인 파슬로에 마을을 떠난 밤, 짐받이의 덮개 안에서 한 소녀를 찾아낸다. 그 소녀는 스스로를 '요이츠의 현랑(賢狼)', '현랑 호로'라고 불렀다. 호로는 늑대의 귀와 살랑거리는 꼬리를 가진 아름다운 소녀의 모습을 하고 있었다.
호로는 아득히 먼 북쪽의 고향 '요이츠'를 떠나 방랑한 끝에, 파슬로에 마을의 보리에 깃들어 있었던 늑대였다. 호로는 신으로 추앙받으면서, 파슬로에 마을에서 수 백년간 머무르며 보리 농사의 풍작에 힘써 왔다. 그러나 흉작에 대한 마을 사람들의 불만이 해마다 늘어가는 데다가, 최근에는 문명이 진보하면서 농업 기술이 발달함에 따라 마을 사람들이 자신을 필요로 하지 않음을 깨닫고는, 파슬로에 마을을 떠나 고향으로 돌아가려 한다. 그리고 마침내 수확제 날, 우연히 마을을 들른 로렌스의 짐마차위에 있는 보리로 옮겨서 마을을 떠나게 되었다.
소녀가 늑대의 화신임을 안 로렌스는, 호로를 길동무 삼아 함께 행상을 계속하게 된다. 둘은 행상의 도중 여러 가지 소동에 말려들기도 하면서, 호로의 고향을 향해 여행을 해 나간다.

## 등장인물

### 주요인물
크래프트 로렌스 (Kraft Lawrence)
CV : 후쿠야마 준 / J. 마이클 테이텀
로엔 상업조합 소속으로, 나이 25세의 행상인이다. 12세 때 친척의 행상에 입문해 18세 때 독립했다.
장래에 자신의 가게를 갖겠다는 막연한 꿈을 가지고 고독한 행상 생활을 해 나가던 도중, 파슬로에 마을에서 호로와 만나 함께 여행을 하게 된다.
때때로 호로의 놀리는 듯한 언행 때문에 충돌하기도 한다.
상인으로서 판단은 뛰어난 편이다. 하지만 스스로 궁지에 빠져버려 호로의 도움을 받거나, 웅변으로 호로를 이겨보려고 하지만 매번 역으로 당하기만 한다.
호로가 1권 초반에서 옷을 벗은 상태에서도 이상한 생각보다 상인으로써 침착한 분위기를 유지할 정도인데다, 주변 여자들의 호의에 대해 반응이 시큰둥 하다.
여기에 대해 소설 번역가분께서는 4권에서 직접 로렌스 고자설을 언급해서 쐐기를 박는다.
호로 (Holo)
CV : 고시미즈 아미 / 브리나 펄렌시아
붉은 호박색의 눈동자와 끝이 흰 꼬리, 쫑긋 선 동물의 귀, 긴 황갈색의 머리카락을 가진 소녀의 모습을 하고 있다.
살아있는 동물의 피나 보리알을 먹으면 늑대의 모습으로 변할 수 있다.
'왓치 (나)', '누시 (너, 당신, 그대)', '~아린스 (있다)'같은 조금 동떨어진 말투를 사용하고, 그 귀는 음색으로부터 거짓말을 알아챈다.
고향을 떠나 여러 지방의 전설에 그 이름을 남겼지만, 중세시대 특성상 교회의 힘이 매우 강력해 귀와 꼬리가 걸리면 여러 문제가 생기므로 믿을만한 상대에게만 보여준다.
교회로부터 박해를 받아 추방되었고, 오랫동안 신으로 추앙받아서 대등하게 이야기를 나눌 수 있는 상대를 만나지 못했기 때문에 감복하는 것을 좋아하지 않는다. 순수하게 사귈 수 있다는 점 때문에 아이들을 좋아한다. 그래서인지 로렌스가 자기보다 월등해지려고 하는 것을 내심 기뻐하고 현랑의 지혜로 도와주곤 한다. 로렌스와 만나기 전 몇 백년 동안이나 파슬로에 마을에 신으로서 매여 있었기 때문에, 세상일에 조금 어긋난 듯한 면이 있다.
늑대의 습성상 음식을 통째로 먹어버리는 경우도 있지만 본래는 미식가적인 면이 있다. 특히 단 것을 몹시 좋아하며, 상당히 지독한 애주가로 알콜 함량이 매우 높은 독한 술도 즐길 정도로 술에 꽤 강한 편이고 특히 사과를 매우 좋아한다. 아름다운 꼬리를 손질하는 것을 즐기며, 자랑스럽게 여길 만큼 털에 대해 집착이 있다
보리를 순식간에 키우는 힘이 있으며, 보리에 깃들어서 오랫동안 죽지 않고 살아갈 수 있는 능력을 가졌다. 호로가 깃든 보리는 썩지 않고 따스함을 유지한다. 자신이 깃든 보리알을 주머니에 넣어 목에 소중히 걸고 다닌다. NDS판에서 주역으로 등장.

### 각 권 등장인물

#### 1권
제렌 (Jeren)
CV : 나미카와 다이스케
여행 도중 로렌스가 들른 수도원에서 만난 수수께끼의 상인. 로렌스에게 트레니 은화의 가격 상승에 대한 이야기를 한다.
야레이 (Yarei)
로렌스가 무거운 세금 때문에 가격이 높아져 인기가 없었던 파슬로에 마을의 보리로 박리의 장사를 하고 있었을 때의 파슬로에 마을의 교섭인으로, 로렌스와는 낯익은 사이이다.
TV 애니메이션 미등장.
클로에 (Chloe)
CV : 나즈카 가오리 / 제이미 마키
TV 애니메이션에서만 등장하는 캐릭터이다.
야레이 대신에 등장한 여성 캐릭터로, 야레이의 설정에 로렌스에 대해 호의를 갖고 있다는 설정이 더해졌다.
와이즈 (Whaiz)
CV : 하나와 에이지
로렌스와 친밀한 항구도시 파치오의 환전상이다. 로렌스보다 약간 연하인 금발의 청년으로, 로렌스와는 스승끼리 아는 사이인 것이 인연이 되어 오랫동안 알고 지낸 친구와 같은 존재이다. 여자를 좋아하고, 호로가 ‘영리한 수컷’이라고 평할 만큼 여자를 대하는 것에 능숙하다.
리히텐 마르하이트 (Rihiten Mahrhait)
CV : 오쓰카 호추
항구도시 파치오에서 세 번째로 큰 밀로네 상사 파치오 지점의 지점장이다. 로렌스의 거래 이야기를 듣고 여러모로 협력한다. 머리가 좋고 침착, 냉정하며 정중한 말씨를 사용한다.

#### 2권
노라 아렌트 (Norah Arendt)
CV : 나카하라 마이 / 리아 클라크
교회 도시 뤼빈하이겐의 교회에 목동으로 고용된 금발의 소녀이다. 목동으로서의 솜씨는 호로도 인정할 정도로 뛰어나며, '에네크'라는 이름의 검은 양치기 개를 데리고 있다. 재봉사가 되고 싶다는 꿈을 가졌으며, 교회의 대우가 나쁜 것에 약간의 불만을 품고 있다.
야콥 타란티노 (Yacob Tarantino)
CV : 쓰지 신파치
뤼빈하이겐에서 로렌스가 소속된 로엔 상업조합을 경영하는 상관의 주인. 경험 많은 상인으로, 로엔 상업 조합에 소속된 모든 상인들의 아버지같은 존재이다. 로렌스가 상인이 되기 위해 수행할 때부터 알고 지낸 사이이기 때문에, 로렌스를 '크래프트'라고 이름으로 부른다. 남을 돌봐주는 것을 좋아하지만 욕심을 부리다 실패한 사람에 대해서는 엄격하다.
한스 레메리오 (Hans Remerio)
CV : 고다 호즈미
뤼빈하이겐에 있는 망해가는 레메리오 상회의 주인이다.
마틴 리베르트 (Martin Ribert)
CV : 호리우치 켄유
레메리오 상회의 젊은 간부이다. 로렌스 일행과 뤼빈하이겐 북동쪽의 람트라까지 동행한다.

#### 3권
페르미 아마티 (Fermi Amarti)
CV - 지바 사에코 / 라이언 레이놀즈
축제가 열리는 크멜슨에 살며, 로엔 상업 조합 소속의 생선 중개상인이다. 남쪽나라의 좋은 가문 출신이라는 소문이 있다. 3년 정도 전부터 크멜슨에서 장사를 시작해 두각을 나타내며, 젊은데도 불구하고 큰 상인이 되었다.
마크 콜 (Mark Coll)
CV - 고야마 리키야 / 이언 싱클레어
크멜슨에 가게를 가지고 있는 보리 상인이다. 로렌스와는 면식이 있다. 예전에는 행상인 이었지만, 크멜슨에서 아내인 아델레를 만나, 마을 상인이 되었다. 아내와의 사이에는 두살배기 아이가 있다. 도제로 에우 란트를 데리고 있다.
아델레 콜 (Adele Cole)
CV - 야나기사와 마유미
마크의 부인이다.4년 전에 크멜슨에서 마크와 사랑에 빠졌고, 결국 결혼했다. 결혼한 그 당시에는 상당히 약해보이는 인상이었다고 하지만, 지금은 마크보다도 드세 보인다.
에우 란트 (Ehu Rant)
CV - 사사지마 카호루
마크의 가게에서 일하고 있다. 크멜슨보다 북쪽에 있는 마을 출신이다. 성실하고 재치가 있으며, 마크가 가르쳐준 장사나 인생의 원칙을 충실히 따르고 있다.
기 바토스 (Gi Bartos)
CV - 아카기 스스무
로엔 상업조합 소속이다. 귀금속을 주로 다루는 연배의 행상인이다.광산지대와 크멜슨의 사이를 30년 가까이 무거운 짐을 직접 나르며 다니고 있기 때문에 체격은 매우 좋다. 다박나룻을 기르고 있다. 장사 관계로, 이단인 연금술사들과 교류를 하고 있기 때문에, 그를 꺼려하는 사람들도 있다.
디안 루벤스|디아나 루벤스 (Dian Rubens)
CV - 와타나베 아케노 / 콜린 클링컨비어드
기 바토스에게 소개받은 연대기 작가로, 이단으로 수도원에서 쫓기고 있기 때문에 교회의 손이 뻗치지 않는 크멜슨으로 왔다. 마을의 연금술사들이 모여있는 곳에 살며, 각 지역에 흩어져있는 이교의 이야기를 수집하고 있다. 디안 루벤스로 불리는걸 싫어하는듯 하다.

#### 5권
에브 볼랑(Eve Boland)
CV - 박로미 / 스테퍼니 영
레노스의 상인. 몰락 귀족 출신인 듯.
헬레나(Helena)
CV - 나카야마 사라
술집의 여종업원.
리골로 데드리
CV - 우치다 유야
연대기 작가.
메르타
CV - 토요사키 아키
리골로의 비서로 수녀.

#### NDS판
보쿠(나) - 플레이어 캐릭터
애니판의 로렌스에 해당하는 오리지널 행상인.
아니스 하이젠
구스타
란돌 슈미트
로우메스

## 용어 설명

### 나라
트레니 왕국
라온딜 공국
플로아니아 왕국
윈필 왕국
남쪽의 대제국
토트힐트 공화국
리든 왕국
린즈 공국

### 도시
레노스 시
- 레노스는 한때 폭동을 겪기도 한다.

## 읽을 거리

### 늑대와 향신료 1권
파슬로에 마을에서는 '보리이삭이 바람에 흔들리는 것을, '늑대가 달린다'고 말한다.'라는 대목이 있다. 실제로 중세 북유럽에선 곡식이 바람에 흔들리는것을 그 안에서 동물들이 다니는 것으로 생각했다. 동물들이 보이지 않는 모자를 써서 보이지는 않으나 돼지, 여우 ,수사슴, 토끼, 늑대들이 밭을 뛰어다닌다고 생각했다.
파슬로에 마을에선 마지막 베는 보리 안에 호로가 있다고 생각하여 그 보리다발과 보리다발을 벤 사람을 곡창에 1주일동안 가둬서 호로를 묶어두는 풍습이 있다. 이것은 중세 게르만족이 했던 행동과 비슷하다. 사람들이 마구 소리를 지르며 밭 주변부터 밀을 베어나가고 마지막으로 벤 밀을 탈곡하지 않고 곳간으로 옮기거나 낯선 여행자에게 가져가게 하기도 했다. 중세 게르만족은 대지를 마구 파헤치는 농사를 죄악으로 여겼기 때문에 생긴 풍습이다.

### 늑대와 향신료 4권
엔베르크에서 독이 든 보리를 먹고 죽었다는 사람이 있다는 주장을 한다. 작중에는 리델리우스의 업화라고 한다. 실제로 이런 병이 중세에 유행했었다. 맥각병(ergot)으로 곡물의 이삭이 검게 변하는 병이다. 초기에 타는 듯한 감각에 시달린 사람들의 느낌에 따라 '화염'또는 '악마의저주'라고 알려졌다. 교회에서는 자선을 베풀어 이 질병에 걸린 사람들을 치료해줬는데 성 안토니우스가 이 질병을 수호해준다고 믿어 '성 안토니우스 열병'이라고 불렸다.

## 주제가

#### 주제가 (1기)
오프닝 테마 〈旅の途中〉 (여행의 도중)
작사: 小峰公子, 작곡·편곡: 吉良知彦, 노래: 清浦夏実
엔딩 테마 〈リンゴ日和〉 (사과 먹기 좋은 날)
작사: Chris Mosdell, 작곡: 山下太郎 & noe、편곡: 保刈久明, 노래: ROCKY CHACK
13화 에서는 엔딩 테마로 《旅の途中》가 사용되었다.

#### 주제가 (2기)
오프닝 테마 〈蜜の夜明け〉 (달콤한 새벽)
작사·작곡·노래: 新居昭乃
엔딩 테마 〈Perfect World〉
작사: 岩里祐穂, 작곡: 山下太郎 & noe, 노래: ROCKY CHACK

## 그 외
- 니코니코 동화에서 아이돌 마스터의 키사라기 치하야(CV: 이마이 아사미)가 http://www.nicovideo.jp/watch/sm3066630 보관됨 2008-04-26 - 웨이백 머신 과 "リンゴ日和"를 부르는 동영상 보관됨 2019-09-18 - 웨이백 머신, 그리고 http://www.nicovideo.jp/watch/sm5629454 보관됨 2021-02-27 - 웨이백 머신 이 발견되었다.("リンゴ日和"의 타카츠키 야요이 버전 보관됨 2008-04-28 - 웨이백 머신 도 있다) 동영상 마지막 부분에는 호로와 비슷한 모습의 치하야도 나온다.

라이트 노벨의 3권의 내용은 코믹스에서는 나오지 않는다